# Oton Nascimento Júnior
Oton Nascimento Júnior (Goiânia, 21 de junho de 1952), é um Engenheiro e político brasileiro.

## Carreira
Foi eleito Deputado Estadual de Goiás pelo PDS com 12.253 votos nas Eleições estaduais em Goiás em 1982. Foi também, secretário de Estado do Planejamento e Coordenação, no governo de Ary Valadão, de 1979 até 1982, Presidente da GOIASINVEST, na gestão de Marconi Perillo, exercendo mandato entre 1999 até 2002, secretário da Fazenda,na gestão do governador Alcides Rodrigues  de abril, 2006 até abril, 2007. Seu pai o engenheiro Oton Nascimento, foi um dos fundadores da Escola de Engenharia da UFG. 